# Trhové Sviny (hrad)
Hrad v Trhových Svinech stával od 13. do 15. století na dnešním Kozinově náměstí (zvaném též Kozí plácek) v Trhových Svinech, jeho zbytky pohltila pozdější městská zástavba.

## Historie
Hrad byl založen jako strážní hrad na Vitorazské stezce patrně kolem poloviny 13. století, na jeho existenci lze poprvé usuzovat podle predikátu příslušníka klokotské (landštejnské) větve Vítkovců, Ojíře ze Svin, doloženého k roku 1260. V roce 1355 byla zmíněna kaple sv. Jana Křtitele v předhradí (nejspíše dodatečně přistavěná). Hrad patřil rodu Landštejnů (po Ojířovi jeho synovec Vok z Třeboně, dále Vokovi potomci Jaroslav, Sezima a Ojíř, od roku 1327 Vilém z Landštejna), než jej v roce 1359 prodal Vítek z Landštejna Rožmberkům, kteří Trhové Sviny připojili k novohradskému panství získanému o rok dříve rovněž od Landštejnů. V roce 1420 byl hrad dobyt a obsazen husitským vojskem pod vedením Jana Žižky z Trocnova. Později hrad získal zpět Oldřich z Rožmberka, ovšem ve zpustošeném stavu (uváděno k roku 1454) a k obnově již nedošlo. Zřejmě do roku 1480 byl hrad zbořen a do roku 1828 se z něj dochovala pouze kaple sv. Jana Křtitele, která tehdy také zanikla.

## Podoba hradu
Podle půdorysné stopy v urbanismu Trhových Svinů lze usuzovat, že zaniklý landštejnovský hrad měl rozsáhlejší dispozici zabírající dnešní Kozinovo náměstí a jeho nejbližší okolí. Jednalo se o nejméně dvoudílný areál s předhradím, jehož existenci dokládá bývalá kaple.